# 鴻巣覚
鴻巣 覚（こうのす さとり）は日本の漫画家、誕生日:4月1日。2011年に『私がヒロインじゃない理由』でデビュー。

## 作品リスト

### 漫画作品
連載
- 私がヒロインじゃない理由(『まんがタイムきららフォワード』2011年12月号[2]〜2013年1月号[3])
- やさしい新説死霊術(『まんがタイムきららミラク』2015年7月号[4][5]〜2016年11月号[6][7])
- がんくつ荘の不夜城さん(『まんがタイムきららミラク』→『まんがタイムきらら』2017年9月号[8]〜2019年7月号[9])
- うさぎはかく語りき(『COMIC FUZ』2024年8月2日[10][11]〜連載中)

読み切り
- けいおんストーリーアンソロジーコミック-1巻(芳文社)-寄稿
- まちカドまぞくアンソロジーコミック1巻（芳文社）- 寄稿
- きららファンタジア(原作・原案:きららファンタジア製作委員会)-1巻〜6巻
- ファイアスターターの彼女(『まんがタイムきららフォワード』2013年11月号-読み切り特別ゲスト[12])
- 這いよれ!ニャル子さんコミックアンソロジー（ほるぷ出版）-寄稿[13]
- 百合ドリル　沼編(KADOKAWA)-寄稿[14]

書籍
- 『私がヒロインじゃない理由』、芳文社〈まんがタイムKRコミックス〉全2巻
  - 2012年5月12日ISBN 978-4-8322-4150-3
  - 2013年1月12日ISBN 978-4-8322-4249-4
- 『やさしい新説死霊術』、芳文社〈まんがタイムKRコミックス〉全2巻[15]
  - 2016年2月27日ISBN 978-4-8322-4671-3
  - 2016年11月26日ISBN 978-4-8322-4774-1
- 『がんくつ荘の不夜城さん』、芳文社〈まんがタイムKRコミックス〉全3巻[16]
  - 2018年3月27日ISBN 978-4-8322-4935-6
  - 2018年11月27日ISBN 978-4-8322-4996-7
  - 2019年7月25日ISBN 978-4-8322-7111-1
- 『コミカライズ版きららファンタジア』、芳文社〈FUZコミックス〉全6巻[17]
  - 2020年4月3日ISBN 978-4-8322-3728-5
  - 2021年6月1日ISBN 978-4-8322-3831-2
  - 2021年11月1日ISBN 978-4-8322-3868-8
  - 2022年9月1日ISBN 978-4-8322-3940-1
  - 2023年4月1日ISBN 978-4-8322-3982-1
  - 2023年12月1日ISBN 978-4-8322-0345-7
- 『うさぎはかく語りき』、芳文社〈FUZコミック〉既刊1巻[18][19]
  - 2025年3月1日ISBN 978-4-8322-0485-0

その他
- 魔法少女まどか☆マギカ the illustrated book、芳文社（『魔法少女まどか☆マギカ』のイラスト集、2013年）[20]
- きららファンタジア キャラクターデザイン、監修